# Kom er maar eens achter
Kom er maar eens achter was het allereerste spelprogramma op de Nederlandse televisie. Het werd van 1961 tot 1962 uitgezonden bij de AVRO en gepresenteerd door Mies Bouwman. Er deden twee kandidaten mee.
Dit spel was een mix van Memory en het oplossen van een rebus. Centraal staat een speelbord van dertig vakjes (zes bij vijf). Op deze dertig vakjes stonden paarsgewijs gelijke teksten geschreven. Een speler kiest twee vakjes die worden omgedraaid (wat overigens nog met de hand gebeurde), waardoor de tekst zichtbaar wordt. Bij gelijke teksten verdwijnen de vakjes uit het spel en op de plaats van het vakje verschijnt een deel van een rebus. Daarna mag deze speler een nieuwe poging doen twee vakjes met identieke tekst te vinden of een poging wagen om de rebus op te lossen. Als een speler twee verschillende plaatjes omdraait, worden deze weer met de beeldzijde naar beneden gelegd en is de volgende speler aan de beurt.
De meeste teksten verwezen naar prijzen (zoals een cassette of een haard), maar er waren ook een aantal speciale teksten:
- 'n Gokje: als de speler erin slaagt om de rebus te winnen, mag deze een bonusspel spelen waarin dertig enveloppen centraal staan. Daar mag de speler er een van uitkiezen en hopen dat er een mooie prijs in zit.
- Joker: de joker kan dienen als iedere kaart. Voorbeeld: normaal wint een speler alleen een avondje uit als deze twee kaartjes met de tekst AVONDJE UIT heeft gekozen. Maar als de speler een kaart met het AVONDJE UIT heeft en een andere met een joker, dan wint de speler het avondje uit. Het andere kaartje met het AVONDJE UIT blijft in het spel.

Bovendien zijn er nog speciale teksten die aangeven dat een kandidaat een van zijn prijzen aan de tegenstander moet weggeven of een prijs van de tegenstander moet pakken. Dit geldt alleen indien mogelijk.